# Amorphochelus ebenus
Amorphochelus ebenus är en skalbaggsart som beskrevs av Marc Lacroix 1997. Amorphochelus ebenus ingår i släktet Amorphochelus och familjen Melolonthidae. Inga underarter finns listade i Catalogue of Life.